# Стратегический паритет
Стратеги́ческий парите́т — состояние международных отношений, обеспечивающее равную вероятность победы в случае вооруженного конфликта для потенциально конфликтных сторон, война между которыми неизбежно вызывает существенные последствия для третьих стран. Понятие также охватывает ситуацию, при которой сторона, обладающая преимуществом, гарантированно несет в случае конфликта неприемлемые потери.
В условиях современного мира понятие стратегического паритета тесно связано с проблематикой региональной безопасности, поскольку его нарушение влечет потенциальные нарушения в системе межгосударственных отношений — прямое вовлечение в конфликт третьих стран, изменение возможностей для реализации локальных военно-политических обязательств и существенные для третьих стран последствия применения оружия массового уничтожения.
Стратегический паритет в обычных условиях является гарантией избежания конфликта, однако в реальности он сталкивается с проблематикой воли конкретных людей, принимающих решения, мотивы которых обусловлены психологией, конкретной обстановкой, индивидуальным опытом и в связи с этим не поддаются точному расчету.
Частным случаем стратегического паритета в современном мире является ядерный паритет.